# 서대
서대(학명: Eopsetta jordani)는 가자밋과의 식용 넙치이다. 이 해저 물고기는 일반적으로 수심 550m(1,800550 미터 (1,800 ft)) 모래 바닥에서 서식한다. 수컷은 53 센티미터 (21 in)까지 성장하며 암컷은 (70 센티미터 (28 in)까지 성장하여 무게는 최대 3.7 킬로그램 (8.2 lb)까지 나간다. 서식지는 동부 태평양이며 바하칼리포르니아주 남부 해안부터 베링해 북쪽 알류시안 섬 남부까지 걸쳐 있다.
서대는 거래가 많은 품목이며 미국 서해안부터 캐나다를 거쳐 베링해에 이르기까지 대부분 저인망 어선이 잡는다.

## 식별
서대는 둥근 몸뚱아리를 하고 눈이 오른쪽을 향한 넙치이다. 등쪽 표면은 균일하게 어두운 갈색을 띄고, 배는 흰색 혹은 분홍색 줄이 그어져 있다. 입 생김새는 큰 입에 작고 톱날 모양의 윗턱이 둘로 겹쳤으며 아랫턱은 겹치지 않았다.

## 먹이
어린 서대는 쿠마목, 생이하목, 단각목 등을 먹잇감으로 삼으며 성체는 새우, 게, 해저생물등 작은 생물과 청어, 대구류, 멸치, 명태, 넙치와 같은 다른 물고기를 먹는다.

## 상업 낚시
서대는 주요 상업 낚싯감으로 최소 1884년부터 오리건주에서 조업을 했다. 미국 서부 해안 바깥에 어장이 있다. 서대가 알래스카주에 서식하고 다른 어장에서 잡히지만 다른 서대 어장이 추가되지는 않았다.
1995년부터 2004년 사이 서대 연안 포획량은 1,616 ~ 2,377톤이다. 태평양의 어업 관리 이사회(PFMC)는 미국 서부해안 외 다른 해역에서 연간 허용 가능한 생물학적을 서대 포획량(ABC)을 정했고 1995년부터 2000년까지 연간 총 연안 포획량은 제한선을 초과하지 않았지만 2001년 북부 지역은 할당받은 포획량을 초과했다.
북부 어장 서대의 포획된 예상 개체수는 1992년 1,267톤을 기록했지만 지속적으로 증가하여 2005년에는 4,960톤을 기록했다. 남부 지역은 1986년에 1,012톤을 기록하고 10년 동안 꾸준히 증가하여 2005년 4,667톤까지 증가했다. 서대는 2009년에 남획 어목으로 지정된 후 포획 기간을 줄여 2015년에 개체수가 복구됐다.